# Schwan-Gruppe

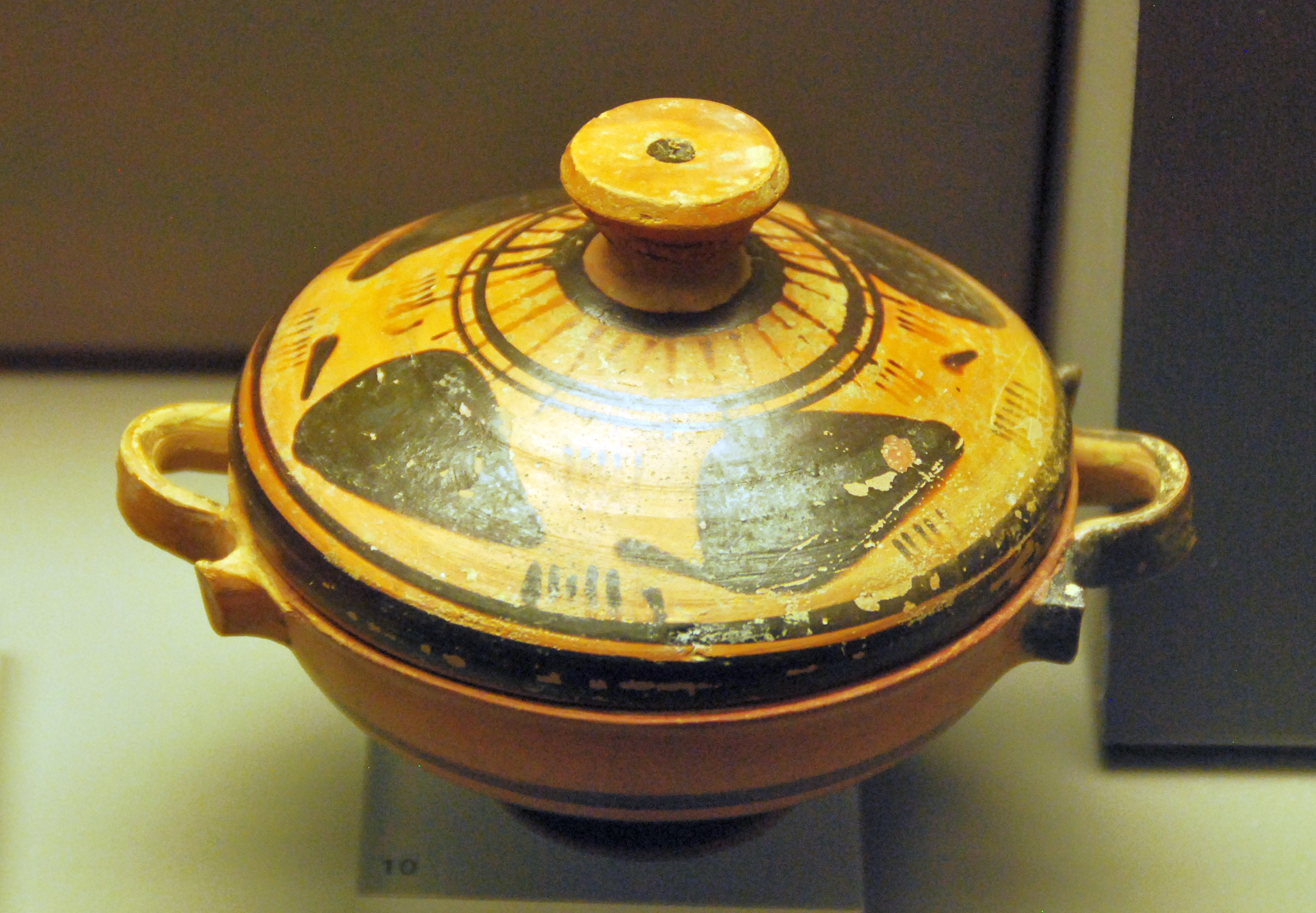
Miniatur-Lekanis der Schwan-Gruppe; Museum für kykladische Kunst, Athen

Die Schwan-Gruppe ist eine mit einem Notnamen bezeichnete Gruppe attischer schwarzfiguriger Vasenmaler. Die Schwan-Gruppe fertigte die wichtigste Serie von Miniaturgefäßen im 6. Jahrhundert v. Chr. an. Die Gefäße waren als Tempelweihegaben, als Grabbeigaben oder als Spielzeug gedacht. Die Gruppe verzierte ihre Werke grob mit Schwänen und Strichreihen. Sie fertigte nahezu alle gängigen Formen an, selbst seltene oder skurrile Formen wie Eier oder Glocken. Einzig Schalen sind abgesehen von korinthischen Skyphoi, die mit kopfüber hängenden Schwänen bemalt sind, unterrepräsentiert. Häufig wurde rot als Deckfarbe für Details verwendet.